# Cynthia Bendlin
Cynthia Bendlin  est une militante paraguayenne qui agit contre la traite des êtres humains, notamment celle à l'égard des femmes et des enfants.
Elle travaille pour l'Organisation internationale pour les migrations et gère une campagne d'information mais aussi des séminaires de sensibilisation sur le trafic d'êtres humains aux frontières de l'Argentine, du Brésil et du Paraguay : pour son action, elle est victime de menaces ce qui l'oblige à déménager, pour sa sécurité.
Elle obtient, le 10 mars 2008, de la secrétaire d'État des États-Unis, le prix international de la femme de courage.
En 2013, elle reçoit le prix Ruby du club Millenium international Soroptimist.